# La Loyère
La Loyère [la lwajɛʁ] est une ancienne commune française urbaine située dans le département de Saône-et-Loire, en région Bourgogne-Franche-Comté.
Ses habitants sont les Loyeroises et le Loyerois.

## Géographie
La commune est arrosée par la rivière la Talie et le ruisseau de Gorgeat. La forêt de Gergy se trouve à 7 km.
La grande ville la plus proche est Lyon, distante de 121 km.

## Histoire
En 1793, la commune portait le nom de Laloyère. Elle a pris le nom de La Loyère en 1801.
Le 1er juin 2016, elle a fusionné avec Fragnes pour former la commune nouvelle de Fragnes-La Loyère.

## Politique et administration
| Période                                  | Période       | Identité            | Étiquette | Qualité |
| ---------------------------------------- | ------------- | ------------------- | --------- | ------- |
| mars 2001                                | mars 2008     | Roger Givry         |           |         |
| mars 2008                                | mars 2014     | Jean-Claude Mouroux |           |         |
| mars 2014                                | Décembre 2015 | Fabrice Hohweiller  |           |         |
| Les données manquantes sont à compléter. |               |                     |           |         |

## Démographie
L'évolution du nombre d'habitants est connue à travers les recensements de la population effectués dans la commune depuis 1793. À partir du 1er janvier 2009, les populations légales des communes sont publiées annuellement dans le cadre d'un recensement qui repose désormais sur une collecte d'information annuelle, concernant successivement tous les territoires communaux au cours d'une période de cinq ans. 
Pour les communes de moins de 10 000 habitants, une enquête de recensement portant sur toute la population est réalisée tous les cinq ans, les populations légales des années intermédiaires étant quant à elles estimées par interpolation ou extrapolation. Pour la commune, le premier recensement exhaustif entrant dans le cadre du nouveau dispositif a été réalisé en 2007,.
En 2013, la commune comptait 436 habitants, en évolution de −11,56 % par rapport à 2008 (Saône-et-Loire : +0,19 %, France hors Mayotte : +2,49 %).
| 1793 | 1800 | 1806 | 1821 | 1831 | 1836 | 1841 | 1846 | 1851 |
| ---- | ---- | ---- | ---- | ---- | ---- | ---- | ---- | ---- |
| 214  | 207  | 226  | 223  | 233  | 199  | 198  | 206  | 191  |

| 1856 | 1861 | 1866 | 1872 | 1876 | 1881 | 1886 | 1891 | 1896 |
| ---- | ---- | ---- | ---- | ---- | ---- | ---- | ---- | ---- |
| 186  | 197  | 231  | 228  | 229  | 180  | 186  | 201  | 186  |

| 1901 | 1906 | 1911 | 1921 | 1926 | 1931 | 1936 | 1946 | 1954 |
| ---- | ---- | ---- | ---- | ---- | ---- | ---- | ---- | ---- |
| 171  | 147  | 140  | 136  | 118  | 118  | 110  | 104  | 129  |

| 1962 | 1968 | 1975 | 1982 | 1990 | 1999 | 2007 | 2011 | 2013 |
| ---- | ---- | ---- | ---- | ---- | ---- | ---- | ---- | ---- |
| 144  | 131  | 94   | 132  | 266  | 375  | 486  | 455  | 436  |

## Lieux et monuments
- Le château de la Loyère, propriété privée. La seigneurie date du Moyen Âge. Jean-Baptiste Beuverand de La Loyère, seigneur de La Loyère, Fragne, Condemène et autres lieux, maire de Chalon, reçut dans ce lieu le prince de Condé. Après avoir été la propriété d'une famille d'épiciers en gros de Chalon-sur-Saône (les Jeannin-Naltet), il appartint de 1948 à 1964 à une communauté de Bénédictines dont la maison mère, près de Soissons, avait été dévastée par les bombes et l'occupant[7]. Il fut vendu en 1964, avec son parc et ses dépendances, à la ville de Chalon-sur-Saône qui y installa un centre aéré[8][source insuffisante].
- La Croix, classée au titre des Monuments historiques en 1986, qui se trouve en face de la chapelle de Condemène, sur le chemin de desserte no 5, et qui est la propriété de la commune.
- Le Domaine de Condemène, classé au titre des Monuments historiques en 1986, date du premier quart du XVIIIe siècle. C'est une propriété privée.
- L'église romane, construite au XIe et au début du XIIe siècle, vers le canal. Elle est entourée de pierres tombales.

- Le musée le plus proche est le musée Nicéphore-Niépce, spécialisé dans l'art du XXe siècle moderne et contemporain, la photographie et l'Histoire, qui est situé à Chalon-sur-Saône, à environ 6 km.
- Le musée des Beaux-Arts, le musée E.J. Marey et le musée du vin de Bourgogne, situés à Beaune, sont à environ 20 km.

## Personnalités liées à la commune
- Alain Spault (1960-2012), footballeur français, est décédé à La Loyère.

## Risques naturels
La commune est classée en zone de sismicité 2. Elle a été victime d'inondations en décembre 1982 et mai 1983 et de tempête en novembre 1982. Durant l'été de l'année 2003, La Loyère a également subi des mouvements de terrain dus à la sécheresse et à la réhydratation des sols.